# 피카츄
피카츄(일본어: ピカチュウ 피카추[*] 문화어: 삐까쮸)는 《포켓몬스터》에 등장하는 가상의 생명체이다. 애니메이션과 비디오 게임에서는 오타니 이쿠에가 그 목소리를 맡고 있다. 귀여운 전기 포켓몬을 그려달라는 스기모리 켄의 주문을 받아 니시다 아츠코가 디자인하였다. 게임 프리크와 닌텐도가 만든 1996년 일본 비디오 게임 《포켓몬스터 레드·그린》에 처음 등장했으며 1998년 《포켓몬스터 레드·블루》로 미국에 출시되었다. 피카츄는 전기 능력을 가진 노란색 쥐처럼 생긴 생물이다. 피카츄는 포켓몬 프랜차이즈의 주요 캐릭터이며, 마스코트이자 닌텐도의 주요 마스코트 역할을 한다. 별명은 전기쥐이다.
피카츄는 가장 인기 있고 잘 알려진 1세대 포켓몬인데, 포켓몬스터 TV 애니메이션에서 주인공 지우의 첫 포켓몬이자 파트너로 등장하기 때문이다. 1998년부터 지금까지 포켓몬스터의 애니메이션 주인공 지우와 함께 모험하고 있다. 피카츄는 대부분의 목소리 출연을 오타니 이쿠에가 담당했지만, 실사 애니메이션 영화 《명탐정 피카츄》에서 라이언 레이놀즈가 담당했다. 피카츄는 특히 귀여운 면모로 호평받으며 일본 대중문화의 아이콘으로 여겨지고 있다.

## 만들어지기까지

포켓몬스터 레드·그린의 홍보 작품에 묘사된 피카츄의 처음 모습

포켓몬 시리즈는 1996년 시작한 게임 프리크 개발·닌텐도 배급의 비디오 게임이다. 시리즈에는 '포켓몬'이라고 하는 가상의 생명체가 여럿 존재하여 플레이어, 즉 '트레이너'는 게임의 지침에 따라 포켓몬을 잡아 기르고 그렇게 기른 포켓몬으로 다른 트레이너의 포켓몬이나 야생의 포켓몬과 싸우게 된다. 피카츄는 그러한 포켓몬의 한 종으로서 게임 프리크의 캐릭터 개발팀에서 구상한 것이다.
피카츄의 외모는 니시다 아츠코에 의해 만들어졌다. 스기모리 켄은 귀여운 포켓몬의 필요성을 느꼈지만 자신의 손으로 그려지지 않아 여성 디자이너 아츠코에게 대신 부탁을 했고 켄의 두 가지 주문에 따라 그려낸 것이 바로 피카츄였다. 포켓몬 시리즈의 기획자 타지리 사토시가 타임 아시아에서 한 인터뷰에 따르면 피카츄라는 이름은 일본어의 두 개의 의성어, 즉 전기 스파크의 소리를 본뜬 피카피카(ピカピカ)와, 쥐의 울음소리를 본뜬 츄츄(チュウチュウ )의 조합에서 이루어졌다고 한다. 이름은 이렇게 지어졌지만 니시다는 1세대 피카츄의 디자인은, 특히 볼은 사실 다람쥐를 기반으로 해서 만들어진 것이라고 한다. 개발자 마스다 준이치의 말에 따르면 피카츄의 이름이야말로 포켓몬 창작 중 가장 어려웠던 일로 기억한다는데 그 이유는 피카츄의 이름이 일본과 미국의 소비자 모두를 만족시킬 만한 이름이어야 했기 때문이라고 한다.
피카츄는 '전기 타입' 포켓몬으로서는 처음으로 만들어진 포켓몬이었다. 정확히 말하자면 전기 타입이라는 새로운 타입을 만들어놓고 거기에서 번개를 상징하는 캐릭터로서 피카츄가 탄생한 것이다. 피카츄는 등과 번개 모양의 꼬리에 갈색 반점이 있는 짧고 노란 털, 끝이 검고 뾰족한 귀와 볼에 전기로 반짝이는 빨간 원형 주머니를 가지고 있다. 주로 몸에서 나오는 전기를 목표물에 투사함으로써 공격한다. 피카츄는 천둥의 돌에 노출되면 라이츄로 진화할 수 있다. 《포켓몬스터 금·은》에서 "피츄"가 피카츄의 진화의 전신으로 소개되었다. 《포켓몬스터DP 디아루가·펄기아》에서는 성별의 차이가 도입되었다. 암컷 피카츄는 꼬리 끝에 움푹 패인 부분이 있어 꼬리 모양이 하트 모양으로 되어 있다.
포켓몬 시리즈가 아직 태동기일 적에 시리즈를 홍보할 때 마스코트 포켓몬으로 피카츄 외에도 삐삐가 선정되어 있었다. 그래서 포켓몬의 초기 만화책을 들여다보면 삐삐가 마스코트로 그려져 있는 것을 확인할 수 있다. 그렇지만 그것도 잠시였고 애니메이션의 제작이 진행되면서 마스코트는 오로지 피카츄 하나로 정해지게 된다. 애니메이션 시리즈의 마스코트로서 피카츄에 대한 아이디어는 애니메이션 제작사 OLM이 제안했다. 이는 피카츄가 아이와 쉽게 친밀해질 수 있는 반려동물이라는 이미지라는 생각에서 피카츄가 초등학생들 사이에서 인기가 있고 소년 소녀들뿐만 아니라 시청자의 어머니에게도 어필하기 위함이었다고 한다. 더군다나 피카츄는 노란색의 원색으로 되어 있던지라 멀리서도 쉽게 알아볼 수 있고 아이들이 알아보기도 쉽다. 노란색의 다른 경쟁자라고 해봤자 곰돌이 푸 외에 없었다. 사토시는 피카츄가 마스코트로 내세워진 것에 아쉬운 점이 있었는데, 사토시는 아이들이 포켓몬 시리즈를 접하면서 작품 내의 인간적 측면도 들여다보기를 바랬으나 피카츄의 인기가 워낙 커서 그 외 다른 것들은 가려져 버렸다.
원래 계획된 피카츄의 진화형은 고로츄라는 이름을 가지고 있었다. 이것이 나중에 발전한 것이 현재의 라이츄이다.
피카츄의 디자인은 한때 뚱뚱했던 몸매에서 더 날씬한 허리, 더 곧은 척추, 그리고 더 뚜렷한 얼굴과 목으로 발전했다. 스기모리는 이러한 디자인 변경은 애니메이션에서 비롯되었고, 피카츄를 애니메이션화하기 쉽게 만들었고, 일관성을 위해 게임에 채택되었다고 말했다. "뚱뚱한 피카츄"는 《포켓몬스터 소드·실드》에서 다시 등장하였고, 피카츄는 원래의 디자인과 비슷한 거다이맥스 형태를 받았다.

## 매체별 등장

### 비디오 게임에서

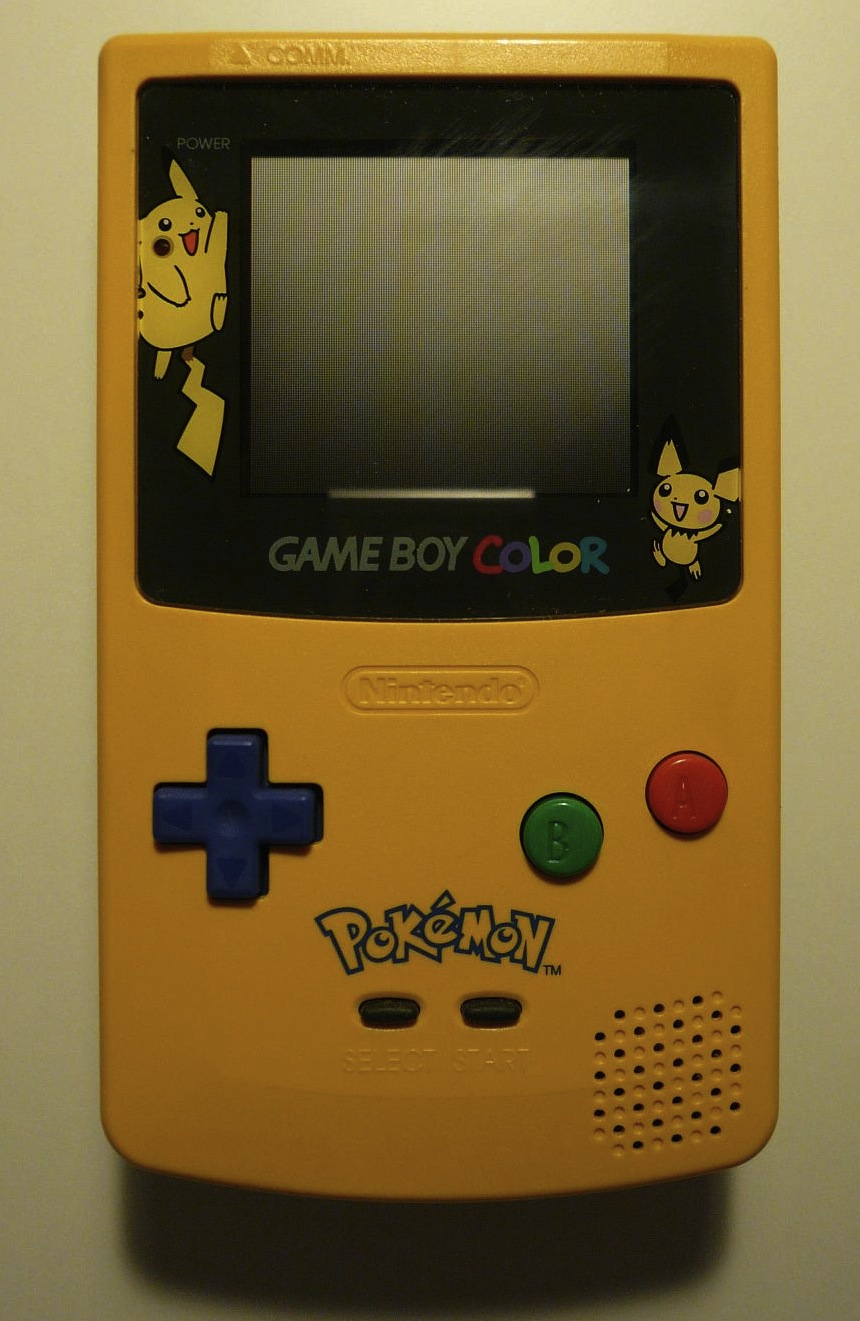
게임보이 컬러 피카츄

《포켓몬스터 블랙·화이트》를 제외하면 피카츄는 포켓몬스터의 어느 게임에서도 모습을 볼 수 있다.
《포켓몬스터 피카츄》에서는 피카츄를 얻을 수는 있지만 스타팅 포켓몬으로밖에 얻을 수 없다. 게임 자체가 애니메이션의 영향 아래에 있는지라 게임 속의 피카츄는 애니메이션의 피카츄와 같이 몬스터볼에 들어가기를 거부하고 대신 주인공의 뒤를 졸졸 따라온다. 주인공은 그러한 피카츄에게 말을 걸 수도 있으며 그에 대하여 피카츄는 주인공과의 관계에 따라 여러 가지 반응을 보인다. 또한 애니메이션에서와 같이 게임의 피카츄도 스토리에 있어 중요한 역할을 맡고 있다. 후에 나오는 《포켓몬스터 레츠고! 피카츄·레츠고! 이브이》가 바로 이 게임의 영향 아래에 있는 작품으로서 스타팅 포켓몬이 피카츄냐 이브이냐를 따라 두 가지의 버전으로 나뉘어 있다.
《포켓몬스터 에메랄드》에서는 특수기술로 볼트태클(ボルテッカー)이 주어진다. 피카츄나 라이츄 아무나에게 전기 구슬을 들린 다음 알을 낳게 하면 그 알에서 피츄가 이것을 배운 채로 부화한다. 이것 말고도 특정 이벤트 또는 기술머신을 통해 가르쳐 줄 수 있다. 2010년 5월 5일에는 《포켓몬스터 하트골드·소울실버》의 플레이어를 상대로 포켓워커에 피카츄만 나오게 된 루트를 개방해주는 이벤트를 열었었는데, 이 루트에서는 정상적 방법이라면 결코 배울 수 없는 파도타기와 공중날기를 가진 피카츄를 잡을 수 있었다. 두 기술 모두 전투 외 비전기술로서도 무리없이 사용할 수 있었다.
《포켓몬스터 썬·문》과 《포켓몬스터 울트라썬·울트라문》에서는 애니메이션의 주인공 한지우의 7개의 시리즈에 거친 7개의 서로 다른 모자를 각자 하나씩 받아 쓴 7종의 피카츄가 배포되었다. 게다가 그 게임에서는 피카츄 전용의 Z크리스탈도 배포되었다. 두 가지의 기술을 업그레이드시켜주니 즉 첫째는 볼트태클을 필살피카슛으로 바꿔주는 것, 둘째는 위의 지우의 모자를 쓴 피카츄 한정으로 10만볼트를 1000만볼트로 바꿔주는 것이다.
《포켓몬스터 피카츄》에 기반을 둔 《포켓몬스터 레츠고! 피카츄·레츠고! 이브이》는 두 가지 버전 중 전자에는 피카츄를 스타팅으로 두고 있으며, 후자는 대신 이브이를 사용한다. 이 스타터 피카츄는 몇 가지 비밀 기술과 독점적인 움직임을 접할 수 있다. 마침내 《포켓몬스터 소드·실드》에서 피카츄는 엄청난 피해를 입히면서 동시에 상대방을 마비시킬 수 있는 특별한 거다이맥스 형태에 접근하게 된다.
이처럼 피카츄는 포켓몬 본가에서 거의 빠짐없이 등장했으며, 외전에서도 자주 등장한다. 닌텐도 64에서는 《피카츄 잘지내츄》라는 게임이 있었는데 제목대로 피카츄를 주역으로 삼는 게임으로서 플레이어는 마이크를 통하여 피카츄와 교류하여 미니게임을 즐기거나 피카츄의 여러 가지 행동들을 관찰할 수 있다. 후에 나오는 《포켓몬 채널》이 그와 비슷한 줄거리의 게임으로서 마이크 없이 피카츄와 교류한다. 그리고 《포켓몬 스냅》은 포켓몬의 사진을 찍어 득점을 올리는 게임으로, 피카츄는 이 게임의 거의 전 레벨에서 등장한다. 《포켓몬 불가사의 던전》 시리즈에서는 스타팅 포켓몬 16종의, 파트너 포켓몬 10종의 하나로서 등장하고 있다. 《포케파크 Wii ~피카츄의 대모험~》에서는 주인공을 맡고 있다. 《대난투 스매시브라더스》에서도 참전하여 지금까지 나온 대난투 시리즈 다섯 작품 모두에 등장하였다. 아미보로도 나와 있다. 같은 격투 게임으로 《폭권: POKKÉN TOURNAMENT》에서도 참전하였는데 여기서는 《오메가루비·알파사파이어》에 등장하였던 '코스프레 피카츄'의 모습으로 나온다. 《명탐정 피카츄》에서는 사람 말을 하는 피카츄가 있어 탐정으로서 활약하며 수수께끼의 해결을 도와준다.

### 애니메이션
포켓몬스터 애니메이션 시리즈에서 피카츄는 주인공 한지우의 파트너가 되어 포켓몬스터 세계의 각 지방을 돌고 돌아 여행한다.
한지우와 피카츄의 만남을 그리는 애니메이션의 제1화의 줄거리는 이와 같다. 주인공 한지우는 태초마을의 나어린 소년으로서 올해 10살이 되어 포켓몬을 가질 자격이 주어졌다. 포켓몬 마스터가 될 생각에 들떠 꿈속에서마저 몬스터볼을 던지는 꿈을 꾸었되 결국엔 실제의 자명종을 파괴하고 말았다. 지우는 급히 오박사의 연구소로 달려갔으나 스타팅 포켓몬은 전혀 없는 상태였다. 실망한 지우에게 오박사는 포켓몬이 한 마리 남아 있다고 알려줬는데 바로 피카츄였다. 다만 이 피카츄는 성격이 사나워서 지우의 말을 따르지 않고 툭하면 전기공격을 먹이며 포켓몬을 담아 편하게 옮길 수 있는 몬스터볼에도 갑갑하다면서 들어가지 않으려는 것이었다. 이렇게 생각이 서로 맞지 않던 둘이었으나 깨비참 떼에 함께 쫓기고 깨비참의 몰매를 맞던 것을 지우가 몸을 던져 구해주고 자신을 성의있게 대해주면서 피카츄도 마음을 돌리게 된다. 그리하여 서로의 마음속에는 우정이 생겼으나 여전히 피카츄는 몬스터볼에 들어가는 것은 거부했다.
지우의 포켓몬 피카츄는 같은 피카츄를 비롯하여 다른 포켓몬과 비교하여서도 주목할 만한 힘을 보여준다. 이것을 주목한 로켓단이라는 악당들이 로켓단의 두목 비주기의 환심을 사기 위하여 피카츄를 노리려 들었다.
애니메이션에서 한지우가 단 한번 이 피카츄를 풀어주려고 하던 적이 있었다. 제39화 〈피카츄 내 사랑〉에서 피카츄로 구성된 공동체가 나와 지우의 피카츄는 이곳에서 어울렸다. 이것을 보고 지레짐작하여 이 피카츄는 이곳에서 있어야 행복할 수 있겠다는 인식으로 이 피카츄를 떠나보내려 했지만 이 피카츄는 지우의 곁에 남고 싶다고 했다.
애니메이션에서는 지우의 피카츄 외에도 야생의 피카츄나 다른 트레이너에게 길러지는 피카츄도 나오고 있으며, 특히 훈이의 피카츄 레온이 두드러진다.
다른 포켓몬도 그렇긴 하나 이 피카츄 역시 이름 붙여진 대로의 말소리밖에 내지 못한다. 포켓몬스터 전 애니메이션을 통틀어 오타니 이쿠에가 목소리를 맡고 있다.

### 그 외
포켓몬스터의 만화책에서도 큰 비중의 포켓몬으로 등장하고 있다. 《포켓몬스터 스페셜》에서는 주인공 레드와 옐로가 모두 피카츄를 기르고 있으며 거기에서 알이 나와 또다른 주인공 골드가 여기서 피츄를 부화시킨다. 그 밖에도 《포켓몬스터 PiPiPi★ 어드벤처》(ポケットモンスター PiPiPi★アドベンチャー), 《포켓몬 넌 내 거다!》(ポケモンゲットだぜ！), 《포켓몬스터·전격 피카츄》(ポケットモンスター・電撃ピカチュウ), 《지우와 피카츄》(サトシとピカチュウ) 등 포켓몬스터를 다루는 여러 만화작품에서 피카츄는 끊임없이 모습을 비춰주고 있다.
1996년 10월에는 포켓몬 카드 게임이 출범되었으니 인기 캐릭터인만큼 피카츄의 카드도 발매되었으며 한정 카드로도 나왔다. 한정판의 하나로 1998년 발매의 '피카츄 일러스트레이터(Pikachu Illustrator)'라는 게 있었는데 단 20에서 40장까지만 생산되어 2016년 경매에 올라 그 낙찰된 가격만 55,000 달러였다.
2001년 미국에서 《포켓몬 라이브!》라고 애니메이션의 설정을 빌린 연극을 상연하였는데 여기에서는 레니퍼 리서가 그 역을 맡았으나 목소리 자체는 이쿠에의 것을 빌렸다.
2019년 영화 《명탐정 피카츄》에서는 제목대로의 명탐정 피카츄가 있어 라이언 레이놀즈의 목소리로서 등장하였다. 다만 울음소리만큼은 이쿠에의 목소리를 사용했다.

## 반응

### 프로모션

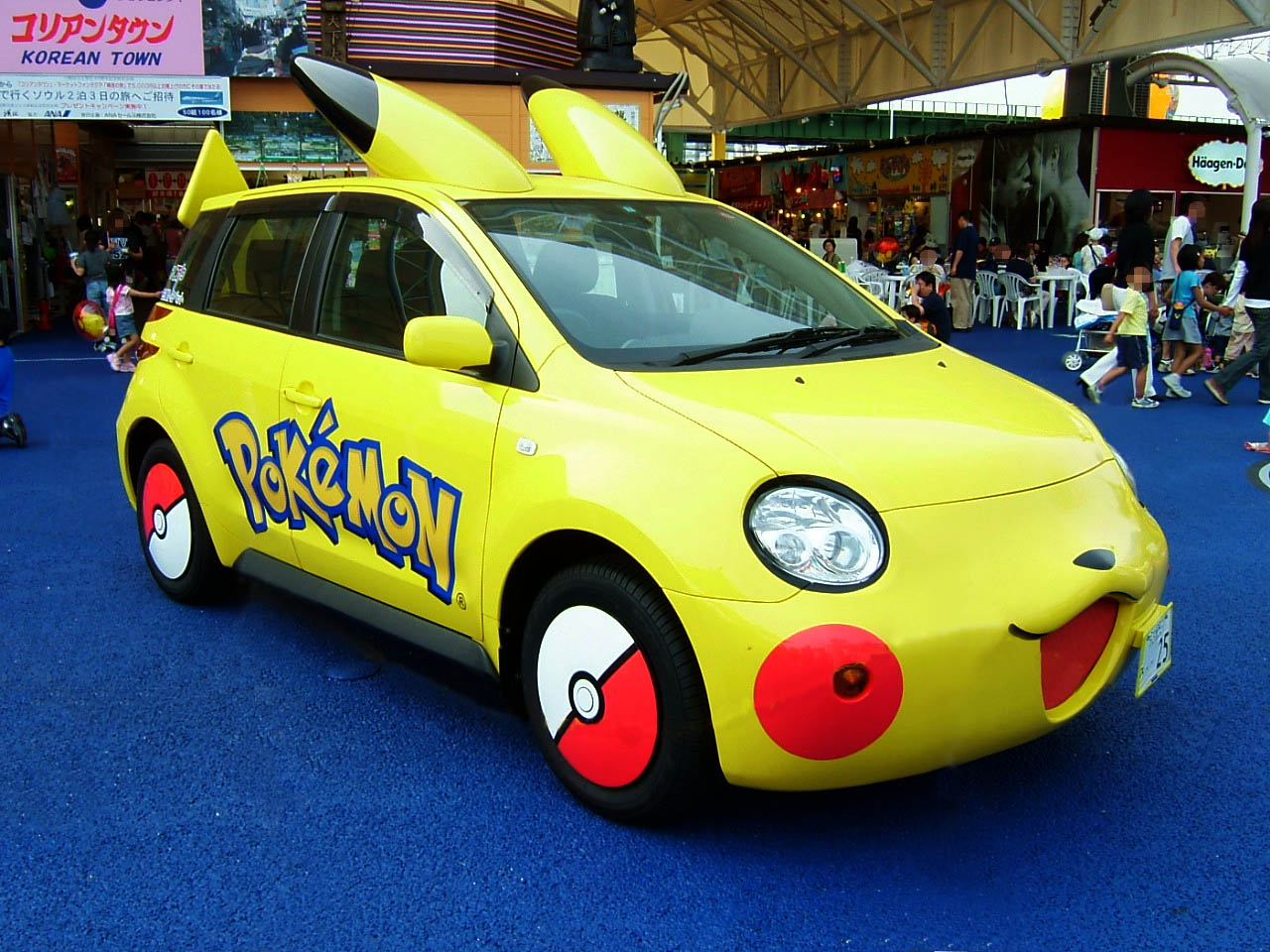
피카츄를 닮은 토요타 이스트

피카츄와 다른 포켓몬이 그려져있는 전일본공수 보잉 747-400 비행기 (보이는 것: 삐삐, 토게피, 뮤츠, 잠만보)

프랜차이즈의 마스코트로서 피카츄는 다양한 프로모션 이벤트나 상품에 여러 번 출연하고 있다. 1998년 당시 토피카 시장 조안 와그논은 하루 동안 마을 이름을 "토피카츄"로 바뀌었고, 2018년 포켓몬 레츠고 게임 출시와 함께 미셸 데 라 이슬라 시장에 의해 이름이 다시 바뀌었다. 2000년 4월 25일, "우유 있어요?"라는 광고가 피카츄를 등장시켰다.
피카츄 풍선이 2001년부터 메이시스 추수감사절 퍼레이드에 등장하고 있다. 원래의 풍선은 2006년 8월 8일 뉴욕 브라이언트 공원에서 10주년 기념 파티에서 마지막으로 공개되었고, 몬스터볼을 쫓고 볼이 밝아지는 새로운 피카츄 풍선이 2006년 퍼레이드에서 첫선을 보였다. 2014년 퍼레이드에서는 새로운 피카츄 풍선이 녹색 스카프를 두르고 더 작은 피카츄 눈사람을 들고 있었다. 2021년 풍선은 피카츄와 이브이가 썰매에 함께 타고 있는 풍선이다.
피카츄와 다른 10마리의 포켓몬이 2014년 FIFA 월드컵에서 일본의 마스코트로 선정되었다. 2017년 8월, 주식회사 포켓몬은 소셜 미디어 앱인 스냅챗에 피카츄를 데려오기 위해 스냅과 제휴했다. 2020년 12월, 피카츄의 15분 ASMR 동영상이 주식회사 포켓몬에 의해 공개되었다. 전일본공수 보잉 747-400 (JA8962) 비행기는 1998년부터 피카츄를 포함한 포켓몬의 이미지로 뒤덮여졌다. 2021년에는 피카츄가 등장하는 최초의 포켓몬 제트 (보잉 747-400D)가 데뷔했다. 피카츄는 로봇 토미 피카츄, 피규어, 낚시 미끼, 게임 세트, 목걸이, 모자, 부풀릴 수 있는 가구, 와이어 루프 게임을 포함한 여러 가지 다른 장난감과 플러시 형태로 만들어졌다. 2022년에는 마이 닌텐도 재팬은 피카츄와 이브이 케이블 홀더를 출시했다.
1996년 10월에 발매된 포켓몬 카드 게임 초기부터, 한정판 프로모션 카드를 포함한 피카츄가 등장하고 있다. 이러한 수집 가능한 카드 중 하나는 "피카츄 일러스트레이터"로 1998년에 인쇄된 약 20-40장으로 제한되었고, 2016년에는 약 55,000달러에 경매되었고, 2021년에는 375,000달러에 경매되었다. 포켓몬 프랜차이즈의 25주년을 맞아, 주식회사 포켓몬은 2021년에 25명의 아티스트가 그린 25장의 피카츄를 각각 특징으로 하는 특별 트레이딩 카드를 발표했다. 이 캐릭터는 맥도날드, 웬디스, 버거킹과 같은 패스트 푸드 체인점에서의 홍보 상품 판매에도 사용되었다.
피카츄는 TV 시리즈 탑 기어와 히어로즈를 포함한 다양한 매체에서 언급되었다. 2002년부터 2010년까지 심슨 가족에도 여러 번 출연했다.

### 시위
칠레의 무소속 정치인 지오반나 그란돈은 2019~2021년 칠레 시위 때 부풀릴 수 있는 피카츄 복장을 입고 많은 시위에 참가했다. G7 기후정상회의 기간인 2021년 7월에 팔머스주 길린바세 해변에서 피카츄 복장을 한 시위대가, 2021년 11월 COP26에서 일본의 석탄 소비량 감축 거부에 항의하는 시위대가 피카츄 복장을 했다.

### 생명과학
2008년, 오사카 바이오사이언스 연구소는 더 나은 시력을 제공한다고 생각되는 리간드를 발견하였다. 이들은 피카츄의 민첩성을 참고하여 발견한 리간드에 "피카츄린"이라고 하는 이름을 붙였다. 이 이름은 피카츄의 "번개 같이 빠른 움직임과 충격적인 전기 효과"에서 영감을 얻었다.

### 평론적 반응
피카츄는 1999년 타임지가 선정한 '올해 두 번째 최고의 인물'로 선정되었으며, "헬로키티 이후 가장 사랑받는 애니메이션 캐릭터"로 선정되어 평론가들로부터 호평받았다. 이 잡지는 피카츄가 "닌텐도의 가장 빨리 팔리는 비디오 게임에서 트레이드 카드 제국으로 확산된 현상의 공개적인 측면"이라고 언급하면서 "올해 프랜차이즈 수익이 가수 리키 마틴에 뒤지지만 작가 J. K. 롤링보다 앞선 이유"라고 말했다.
이 캐릭터는 2000년 애니맥스 조사에서 좋아하는 애니 캐릭터에서 8위에 올랐다. 2002년, 지우의 피카츄는 TV 가이드의 역대 가장 위대한 만화 캐릭터 50인 중 15위를 차지했다. 게임스팟은 기사 "All Time Greatest Game Hero"에서 그것을 다루었다. 2003년 포브스는 피카츄를 8억 2,500만 달러의 수입으로 "올해 8번째로 수입이 많은 가장 캐릭터"로 선정했다. 2004년, 이 캐릭터는 2계단 하락한 10위로 2년 연속 8억 2,500만 달러를 벌어들였다. 2008년 오리콘 조사에서 피카츄는 솔리드 스네이크와 동률을 이루며 일본에서 네 번째로 인기 있는 비디오 게임 캐릭터로 뽑혔다. 이 캐릭터는 미키 마우스에 대한 일본인의 대답이자 "귀여움 자본주의" 운동의 일부로 여겨져 왔다. 피카츄는 IGN의 '역대 애니 캐릭터 Top 25'에서 8위에 올랐다. 만화가 마시마 히로는 시리즈에 이런 종류의 캐릭터를 추가하는 것에 대해 이야기할 때 피카츄를 '역대 최고의 마스코트 캐릭터!'라고 말했다. 닌텐도 파워는 피카츄가 최초의 포켓몬 중 하나임에도 여전히 "인기"를 유지하고 있다고 말하며, 그들이 가장 좋아하는 9번째 영웅으로 이름을 올렸다. 작가 트레이시 웨스트와 캐서린 놀은 피카츄를 최고의 전기 타입 포켓몬이며 전체에서 최고의 포켓몬이라고 불렀다. 그들은 만약 어떤 사람이 돌아다니면서 포켓몬 플레이어들에게 가장 좋아하는 포켓몬이 누구인지 묻는다면, 그들은 "거의 항상" 피카츄를 선택할 것이라고 덧붙였다. 그들은 또한 피카츄를 "용감하고 충성스럽다"고 했다. 2011년, 기네스 세계 기록 게이머 에디션의 독자들은 피카츄를 역대 20번째 최고의 비디오 게임 캐릭터로 뽑았다.
코타쿠의 잭 즈위젠은 피카츄의 디자인이 "지구상에서 가장 상징적인 캐릭터 중 하나"라며 칭찬했다. 페이스트의 케빈 슬래키는 피카츄를 최고의 포켓몬 중 두 번째로 꼽았다. IGN의 데일 비시르는 피카츄를 프랜차이즈 역사에 영향을 준 가장 중요한 포켓몬으로 묘사하며, 덧붙여 다음과 같이 말했다. "거부할 수 없는 귀여움, 상품화 능력, 모든 세대의 등장...너의 엄마가 모든 포켓몬을 '피카츄'라고 부른다면 넌 마음속으로 가장 중요한 포켓몬이라는 걸 알 거야." 2019년, 아리타 미츠히로는, 트레이딩 카드의 포켓몬 디자인에 있어서, 피카츄와 리자몽을 팬으로서 좋아한다고 말했다. 코타쿠의 로런 루스는 "피카츄는 대중문화 역사상 최고의 동물과 인간의 우정의 상징이며 너의 로스터에 포함시키는 것은 정말 좋은 포켓몬이다"라고 말하며, 피카츄를 비디오 게임의 진정한 MVP로 선정했다. 디 이스케이피스트의 스티븐 보고스는 피카츄를 "가장 귀여운 작은 몬스터 중 하나"라고 묘사하며 가장 좋아하는 포켓몬 중 세 번째에 이름을 올렸다. 타임지는 피카츄를 "대중 문화에서 가장 인정받고 사랑받는 조수"라며 외모를 칭찬하며, 피카츄를 역대 가장 영향력 있는 비디오 게임 캐릭터 12인 중 하나로 선정했다. 하비콘솔라 또한 피카츄를 "지난 30년간 최고의 영웅 30명"에 포함시켰다. 2021년, 야드바커의 크리스 모건은 피카츄를 "옛날 학교 닌텐도 게임에서 가장 기억에 남는 캐릭터 중 하나"라고 묘사했고, 게임레이더의 레이첼 웨버는 "포켓몬스터에게 대변인이 있다면, 그것은 사랑스럽고 열광시키는 노란 퍼즈볼"이라고 말하면서 역대 두 번째 상징적인 비디오 게임 캐릭터로 뽑았다.
반대로, 피카츄는 AskMen의 가장 짜증이 나는 1990년대 만화 캐릭터 중 상위 10위 안에 들었다. 마찬가지로, IGN이 실시한 조사에서 48위로 뽑혔으며, 스태프가 "세계에서 가장 인정받는 포켓몬임에도 불구하고…피카츄는 놀랍게도 우리의 100위권에서 낮은 순위를 차지하고 있다"고 평가했다. 코타쿠의 작가 패트리샤 에르난데스는 포켓몬 관련 미디어에서 피카츄의 과도한 표현을 비판하며, "포켓몬 팬이라면 피카츄의 끊임없는 등장이 짜증이 난다"고 말했다.

## 같이 보기
- 포켓몬스터
- 포켓몬의 목록
- 토게피
- 라이츄

### 내용주
1. ↑  현재는 피카'츄'가 널리 알려져 있으나, 외래어 표기법상으로는 피카'추'가 옳다(외래어표기법 제2장 일본어 표기 일람표 참조). 대한민국의 정발 명칭은 피카'츄'다.

### 참조주
1. ↑  “'Pokemon' Designers Reveal The Secret Behind Pikachu's Creation”. 《GAMING》 (영어). 2020년 3월 11일에 확인함.
2. ↑  Game Freak (1998년 9월 30일). 《Pokémon Red and Blue, Instruction manual》. 닌텐도. 6–7; 11쪽.
3. ↑  Sarkar, Samit (2013년 5월 29일). “Harvest Moon creator's Hometown Story leads Natsume's E3 slate”. 《Polygon》. Vox Media. 2016년 3월 7일에 확인함.
4. ↑  Bailey, Kat (2015년 9월 16일). “The New Zygarde Form is a Reminder of How Hard it is to Design a Good Pokémon”. 《USGamer.net》. Gamer Network. 2016년 3월 1일에 원본 문서에서 보존된 문서. 2016년 3월 7일에 확인함.
5. ↑  Staff. “2. 一新されたポケモンの世界”. 《Nintendo.com》 (일본어). 닌텐도. 2쪽. 2010년 9월 10일에 확인함.
6. ↑  Stuart Bishop (2003년 5월 30일). “Game Freak on Pokémon!”. CVG. 2008년 1월 16일에 원본 문서에서 보존된 문서. 2008년 2월 7일에 확인함.
7. 1 2  “The Ultimate Game Freak”. 《타암 아시아》 154 (20): 2. 1999년 11월 22일. 2010년 5월 1일에 원본 문서에서 보존된 문서. 2009년 9월 25일에 확인함.
8. ↑  “Pikachu Wasn't Based On A Mouse, But A Squirrel”. 《Kotaku》. 2018년 5월 3일.
9. ↑  Noble, McKinley (2009년 3월 23일). “Pokemon Platinum: Developer Interview!”. 《GamePro》. 2009년 3월 27일에 원본 문서에서 보존된 문서. 2009년 6월 9일에 확인함.
10. ↑  『ポケットモンスター』スタッフインタビュー (일본어). 닌텐도. 2000년 10월 18일에 원본 문서에서 보존된 문서. 2009년 6월 6일에 확인함.
11. ↑  Game Freak (2007년 4월 22일). 《Pokémon Diamond》 (Nintendo DS). Nintendo.
12. ↑  “Pokémon: Every Pikachu Look, Ranked from Worst to Best”. 2020년 8월 31일.
13. ↑  “Ash's Pikachu May Finally Evolve into Raichu in Pokémon Journeys”. 《Screen Rant》. 2020년 8월 24일.
14. ↑  “Pokemon Premiere Reveals Pikachu's Emotional Evolution from a Pichu”.
15. ↑  Hillard, Kyle (2017년 8월 17일). “Pokémon's Creators On The Anime: 'We Weren't Really Sure About It'”. 《Game Informer》 (영어). 2022년 11월 30일에 원본 문서에서 보존된 문서. 2017년 11월 6일에 확인함.
16. ↑  “The Ultimate Game Freak”. 《Time》. 154권 20호. 1999년 11월 22일. 1쪽. 2010년 5월 1일에 원본 문서에서 보존된 문서. 2021년 12월 24일에 확인함.
17. ↑  Tobin 2004, 63–64쪽.
18. ↑  Hillard, Kyle (2017년 8월 17일). “Pokémon's Creators On The Anime: 'We Weren't Really Sure About It'”. 《Game Informer》 (영어). 2022년 11월 30일에 원본 문서에서 보존된 문서. 2017년 11월 6일에 확인함.
19. ↑  “Pikachu Originally Had A Second Evolution Called 'Gorochu' With Large Fangs And Two Horns”.
20. ↑  Knezevic, Kevin (2018년 10월 15일). “Don't Expect Pikachu's Lost Evolution, Gorochu, To Appear In A Pokemon Game”. 《GameSpot》 (미국 영어). 2018년 10월 16일에 확인함.
21. ↑  Carvalho, Jared (2019년 12월 25일). “Here's Why Pokemon Changed Fat Pikachu”. 《Game Rant》. 2021년 1월 21일에 원본 문서에서 보존된 문서. 2021년 1월 21일에 확인함.
22. ↑  Sanchez, Miranda (2019년 1월 13일). “Fat Pikachu Is Back for Pokemon Sword and Shield Trailer and We're All Ec-Static”. 《IGN》. 2021년 1월 21일에 원본 문서에서 보존된 문서. 2021년 12월 24일에 확인함.
23. ↑  F, Matt (2020년 7월 8일). “Pokémon: The 5 Best Gigantamax Designs (& The 5 Worst)”. 《Game Rant》. 2021년 1월 21일에 원본 문서에서 보존된 문서. 2021년 1월 21일에 확인함.
24. ↑  “GIGANTAMAX POKÉMON are coming to the Pokémon Sword and Pokémon Shield games!”. 《my.nintendo.com》. 2019년 10월 18일. 2021년 1월 21일에 원본 문서에서 보존된 문서. 2021년 1월 21일에 확인함.
25. ↑  “Pikachu Pokemon – Pokédex”. IGN. 2013년 12월 26일. 2015년 11월 14일에 원본 문서에서 보존된 문서. 2014년 1월 1일에 확인함.
26. ↑  Craig Harris (1999년 10월 19일). “Pokemon Yellow: Special Pikachu Edition – Game Boy Review at IGN”. IGN. 2012년 6월 26일에 원본 문서에서 보존된 문서. 2010년 12월 9일에 확인함.
27. ↑  Shinn, Gini (2004). “Case Study: First Generation Pokèmon Games for the Nintendo Game Boy” (PDF).[깨진 링크(과거 내용 찾기)]
28. ↑  Plagge, Kallie (2018년 5월 29일). “Pokemon Let's Go Pikachu And Let's Go Eevee Announced For Nintendo Switch”. 《GameSpot》. 2018년 5월 30일에 원본 문서에서 보존된 문서. 2018년 5월 30일에 확인함.
29. ↑  “Pokémon Emerald - Volt Tackle”. 《www.serebii.net》. 2020년 3월 11일에 확인함.
30. ↑  Lucas M. Thomas (2010년 4월 1일). “Take a Pokewalk Through the Yellow Forest – Nintendo DS News at IGN”. IGN. 2012년 6월 26일에 원본 문서에서 보존된 문서. 2010년 12월 9일에 확인함.
31. ↑  “Pokémon Sun and Moon players have one week to get Pikachu clad in Ash's original hat”. 《Polygon》. 2018년 9월 24일에 확인함.
32. ↑  Knezevic, Kevin (2017년 10월 24일). “Last Free Pikachu For Pokemon Sun And Moon Available Now For A Limited Time”. 《GameSpot》 (미국 영어). 2018년 9월 24일에 확인함.
33. ↑  “10,000,000 Volt Thunderbolt (move) - Bulbapedia, the community-driven Pokémon encyclopedia”. 《bulbapedia.bulbagarden.net》 (영어). 2020년 3월 11일에 확인함.
34. ↑  Plagge, Kallie (2018년 5월 29일). “Pokemon Let's Go Pikachu And Let's Go Eevee Announced For Nintendo Switch”. 《GameSpot》. 2018년 5월 30일에 원본 문서에서 보존된 문서. 2018년 5월 30일에 확인함.
35. ↑  “Secret techniques, exclusive moves, and more revealed in latest Pokémon: Let's Go, Pikachu! and Pokémon: Let's Go, Eevee! announcement”. 《nintendo.com》. 2019년 9월 9일. 2021년 1월 21일에 원본 문서에서 보존된 문서. 2021년 1월 21일에 확인함.
36. ↑  Frank, Allegra (2018년 11월 15일). “Should you choose Pokémon: Let's Go, Pikachu or Eevee?”. 《Polygon》 (영어). 2021년 3월 19일에 확인함.
37. ↑  “Gigantamax Pikachu is coming to 'Pokémon Sword' and 'Shield'”. 《Engadget》.
38. ↑  Hey You, Pikachu! Nintendo.com'.' Retrieved July 17, 2006.
39. ↑  Mary Jane Irwin (2003년 12월 4일). “Pokemon Channel – GameCube Review at IGN”. IGN. 2012년 3월 4일에 원본 문서에서 보존된 문서. 2010년 12월 9일에 확인함.
40. ↑  Nintendo officially announces PokePark Wii Joystiq.com'.' Retrieved February 27, 2010.
41. ↑  Nintendo Power Magazine
42. ↑  “Pikachu, Suicune, and Gardevoir announced for Pokkn Tournament”. 《Destructoid》. 2020년 11월 8일에 원본 문서에서 보존된 문서. 2020년 10월 26일에 확인함.
43. ↑  “'Pokkén Tournament' To Be Released On Wii U Next Year”. 《Forbes》. 2015년 8월 21일.
44. ↑  “Bizarre Pokémon game Detective Pikachu is real, out next week in Japan”. 《Eurogamer》. 2016년 1월 26일.
45. ↑  Takeshi Shudō (writer) (1998년 9월 8일). 〈Pokémon - I Choose You!〉. 《Pokémon》. 시즌 Indigo League. 제1 회. Various.
46. ↑  Shinzō Fujita (writer) (1998년 9월 9일). 〈Pokémon Emergency!〉. 《Pokémon》. 시즌 Indigo League. 제2 회. Various.
47. ↑  Junki Takegami (writer) (1998년 11월 20일). 〈Pikachu's Goodbye〉. 《Pokémon》. 시즌 Indigo League. 제37 회. Various.
48. ↑  Shōji Yonemura (writer) (1999년 11월 20일). 〈A Friend In Deed〉. 《Pokémon》. 시즌 Indigo League. 제78 회. Various.
49. 1 2  "Animerica Interview Toshihiro Ono." 비즈 미디어. May 10, 2000. Retrieved on May 31, 2009.
50. ↑  Whitten, Sarah (2016년 11월 21일). “World's most valuable Pokemon card sold at auction for more than $54,000”. 《www.cnbc.com》. 2019년 2월 19일에 확인함.
51. ↑  “YouTube”. 《www.youtube.com》. 2020년 1월 9일에 확인함.
52. ↑  Aridi, Sara (2019년 12월 28일). “What's on TV Saturday: 'Pokémon Detective Pikachu' and 'American Beauty'”. 《The New York Times》 (미국 영어). ISSN 0362-4331. 2020년 1월 9일에 확인함.
53. ↑  Staff (November 1999). “What's the Deal with Pokémon?”. 《Electronic Gaming Monthly》. 124호. 172쪽.
54. ↑  Shank, Tiernan. “Topeka renamed "ToPikachu" for second time in 20 years”. 《WIBW》. 2022년 2월 1일에 확인함.
55. ↑  “Pikachu Guzzles Milk to Become Most Powerful Pokemon”. Business Wire. 2000년 5월 25일. 2009년 3월 6일에 원본 문서에서 보존된 문서. 2008년 7월 29일에 확인함.
56. ↑  Fahey, Mike (2016년 11월 24일). “The History Of Gaming Balloons In The Macy's Thanksgiving Day Parade”. 《Kotaku》. 2021년 7월 12일에 확인함.
57. ↑  Zappia, Corina (2006년 8월 8일). “How Has Pokémon Not Died Yet?”. 《NY Mirror》 (The Village Voice). 2014년 10월 12일에 원본 문서에서 보존된 문서. 2009년 5월 18일에 확인함.
58. ↑  Clark, Roger (2006년 8월 8일). “Pokemon Mania Takes Over Bryant Park”. NY1 News. 2009년 9월 18일에 원본 문서에서 보존된 문서. 2009년 5월 18일에 확인함.
59. ↑  Sekula, Anna (2006년 8월 17일). “Gamers Crowd Bryant Park for Pokemon Tournament”. 《BizBash》 (BizBash Media Inc.). 2012년 7월 21일에 원본 문서에서 보존된 문서. 2009년 5월 18일에 확인함.
60. ↑  “Pokémon Party of the Decade”. Bryantpark.org. 2010년 12월 5일. 2010년 12월 13일에 확인함.
61. ↑  Whitt, Tom (2006년 5월 23일). “Pikachu Soars as Trial Balloon for a Safer Macy's Parade”. 2008년 7월 29일에 확인함.
62. ↑  LeBoeuf, Sarah (2014년 11월 3일). “Holiday-Themed Pikachu Making Debut in Macy's Thanksgiving Day Parade”. Defy Media, LLC. 2014년 12월 4일에 원본 문서에서 보존된 문서. 2014년 11월 27일에 확인함.
63. ↑  Sheridan, Connor (2021년 10월 18일). “Pikachu and Eevee look very cozy in their new Macy's Thanksgiving Day Parade float”. 《GamesRadar》. 2022년 2월 1일에 확인함.
64. ↑  Salvador Borboa (2014년 3월 12일). “Pikachu Named Japan's Official Mascot In Brazil 2014 World Cup”. The Beautiful Game LLC. 2017년 11월 12일에 원본 문서에서 보존된 문서. 2014년 3월 17일에 확인함.
65. ↑  “Snapchat adds a Pikachu filter for your kawaii pokémon needs”. The Verge. 2017년 8월 14일. 2017년 8월 17일에 확인함.
66. ↑  McWhertor, Michael (2020년 12월 4일). “New Pokémon ASMR video just lets you hang out with Pikachu for 15 minutes”. 《Polygon》. 2021년 7월 13일에 확인함.
67. 1 2  Allison, Anne (2002) The Cultural Politics of Pokémon Capitalism Media in Transition 2: globalization and convergence 보관됨 4월 19, 2009 - 웨이백 머신
68. ↑  Ashcraft, Brian (2021년 6월 24일). “Japan Gets A New Pokémon Airplane And It's Glorious”. 《Kotaku》. 2021년 7월 13일에 확인함.
69. ↑  Heather, Recce (2021년 4월 8일). “'Talk! Norinori Pikachu' is a Pokémon robot toy by Takara Tomy that will talk, sing, and dance its way to Japan on July 17th”. 《Nintendo Wire》. 2021년 7월 13일에 확인함.
70. ↑  Makuch, Eddie (2021년 11월 9일). “This Pikachu Crystal Costs $26,000”. 《GameSpot》. 2021년 12월 9일에 확인함.
71. ↑  Burch, Jennifer (2021년 4월 9일). “Pokémon Center debuts Pikachu Moods figure collection with Sleepy Pikachu”. 《Nintendo Wire》. 2021년 7월 13일에 확인함.
72. ↑  Watts, Steve (2021년 5월 11일). “Adorable New Pokemon Collectibles Are Here: Bonsai Figures, Life-Size Pikachu, And More”. 《GameSpot》. 2021년 7월 13일에 확인함.
73. ↑  Neill, Chris (2021년 5월 27일). “Xenomorph Pikachu Is The Creature Of Both My Dreams And Nightmares”. 《Kotaku》. 2022년 9월 22일에 원본 문서에서 보존된 문서. 2021년 7월 13일에 확인함.
74. ↑  Kiya, Andrew (2021년 3월 2일). “New Pokemon Fishing Lures Help You Catch Em' All”. 《Siliconera》. 2021년 7월 13일에 확인함.
75. ↑  Lai, Adrian (2020년 10월 15일). “Electrify Your Gaming Setup With These Pikachu-Themed Razer Gear”. 《IGN》. 2021년 7월 13일에 확인함.
76. ↑  Liu, Stephanie (2020년 10월 15일). “U-Treasure Pikachu Necklace Costs Over 20,000 Yen”. 《Siliconera》. 2021년 7월 13일에 확인함.
77. ↑  Zhang, Charlie (2020년 7월 10일). “Wear Pikachu On Your Head With CA4LA's Latest Pokémon Collab”. 《HypeBeast》. 2021년 9월 24일에 확인함.
78. ↑  Leung, Ambrose (2020년 9월 20일). “Enjoy Pikachu at Home With JAM Corp's Inflatable Pokémon AIR Release”. 《Hype Beast》. 2021년 7월 13일에 확인함.
79. ↑  McGee, Oona (2021년 3월 23일). “"Electric Shock Warning! Electric shock Pikachu" released in Japan”. 《SoraNews24》. 2021년 9월 24일에 확인함.
80. ↑  Ganos, Lauren (2022년 1월 27일). “My Nintendo Japan offering super cute Pikachu and Eevee cable holder”. 《Nintendo Wire》. 2022년 2월 1일에 확인함.
81. ↑  Whitten, Sarah (2016년 11월 21일). “World's most valuable Pokemon card sold at auction for more than $54,000”. 《www.cnbc.com》. 2019년 2월 19일에 확인함.
82. ↑  Zwiezen, Zach (2021년 7월 3일). “The Top 10 Most Valuable Pokémon Cards In History”. 《Kotaku》. 2021년 7월 13일에 확인함.
83. ↑  “New Pokémon Card Shows 25 Pikachu Drawn By 25 Iconic Artists”. 《Kotaku》. 2021년 7월 14일. 2021년 8월 26일에 확인함.
84. ↑  Toby M (2021년 6월 11일). “McDonald's Japan releases trio of Pikachu-themed fruit desserts for summer”. 《Japan Today》. 2021년 7월 13일에 확인함.
85. ↑  “The Pojo – TCG Set Lists McDonald's Campaign Expansion Set”. 2008년 6월 4일에 확인함.
86. ↑  “Fastfoodtoys.Net Pokémon 2000 Toys”. 2009년 1월 29일에 원본 문서에서 보존된 문서. 2008년 6월 4일에 확인함.
87. ↑  “Restaurant chain entertainment promotions monitor, June 2003”. 《Entertainment Marketing Letter》. 2003년 6월 1일. 2009년 6월 30일에 확인함.
88. ↑  “Pokemon at Wendy's Promotion Begins!”. 2003년 5월 20일. 2008년 2월 12일에 원본 문서에서 보존된 문서. 2009년 6월 30일에 확인함.
89. ↑  제러미 클라크슨, 리처드 해먼드, 제임스 메이, 더 스티그 (2008년 6월 22일). 〈Series 11, episode 1〉. 《탑 기어》. Dunsfold Park. BBC 2.
90. ↑  Kubicek, John (2008년 12월 15일). “Heroes: Episode 3.13 "Dual," Volume 3 Finale Recap (Page 2/3)”. Buddy TV. 2014년 12월 10일에 원본 문서에서 보존된 문서. 2012년 3월 4일에 확인함.
91. ↑  Steven Dean Moore (Director) (2002년 11월 17일). 〈Bart vs. Lisa vs. The Third Grade〉. 《The Simpsons》. 시즌 14. 제3 회. Fox.
92. ↑  Steven Dean Moore (Director) (2003년 12월 14일). 〈'Tis the Fifteenth Season〉. 《The Simpsons》. 시즌 15. 제7 회. Fox.
93. ↑  Bob Anderson (Director) (2004년 5월 23일). 〈Fraudcast News〉. 《The Simpsons》. 시즌 15. 제22 회. Fox.
94. ↑  Mark Kirkland (Director) (2010년 3월 14일). 〈Postcards from the Wedge〉. 《The Simpsons》. 시즌 21. 제14 회. Fox.
95. ↑  Anglesey, Anders (2021년 5월 17일). “"Aunt Pikachu" triumphs in Chile election to draft new constitution”. 《Newsweek》 (영어). 2021년 7월 7일에 확인함.
96. ↑  Drury, Colin (2021년 6월 21일). “'Nearly pasty point of no return': Pikachu, surfers and parades feature in colourful G7 climate protests”. 《The Independent》. 2022년 5월 26일에 원본 문서에서 보존된 문서. 2021년 7월 13일에 확인함.
97. ↑  “Pikachu protests Japan's refusal to reduce coal consumption at COP26”. 《NME》. 2021년 11월 5일.
98. ↑  “Pikachurin, a dystroglycan ligand, is essential for photoreceptor ribbon synapse formation”. Nature. 2008년 7월 20일. 2008년 7월 21일에 확인함.
99. ↑  Levenstein, Steve (2008년 7월 24일). “Lightning-Fast Vision Protein Named After Pikachu”. Inventor Spot. 2017년 7월 11일에 원본 문서에서 보존된 문서. 2008년 7월 29일에 확인함.
100. ↑  “The Best (and Worst) of 1999: The Best People of 1999”. 《타임》. 154권 24호. 1999년 12월 20일. 2009년 3월 3일에 원본 문서에서 보존된 문서. 2010년 3월 5일에 확인함.
101. ↑  “Gundam Tops Anime Poll”. Anime News Network. 2000년 9월 12일. 2008년 11월 10일에 확인함.
102. ↑  TV Guide's 50 greatest cartoon characters of all time. Retrieved April 17, 2009. 보관됨 12월 27, 2005 - 웨이백 머신
103. ↑  “All Time Greatest Game Hero – The Standings”. 게임스팟. 2009년 9월 18일에 원본 문서에서 보존된 문서. 2009년 9월 15일에 확인함.
104. ↑  Gisquet, Vanessa; Lagorce, Aude (2003년 9월 25일). “Top-Earning Fictional Characters”. 《Forbes》. 2010년 3월 5일에 확인함.
105. ↑  Gisquet, Vanessa; Rose, Lacey (2004년 10월 19일). “Top Characters Gross $25B”. 《Forbes》. 2004년 10월 23일에 원본 문서에서 보존된 문서. 2010년 3월 5일에 확인함.
106. ↑  Ashcraft, Brian (2009년 10월 4일). “And Japan's Favorite Video Game Characters Are...?”. Kotaku. 2009년 9월 12일에 확인함.
107. ↑  Tobin, Joseph (2002). 〈Pikachu's Global Adventure〉.   Cecilla von Feilitzen; Ulla Carlsson. 《Children, Young People and Media Globalisation》 (PDF). UNESCO. 53–67쪽. ISBN 91-89471-15-6. ISSN 1403-4700. 2011년 6월 12일에 원본 문서 (PDF)에서 보존된 문서. 2009년 6월 9일에 확인함.
108. ↑  Chris Mackenzie (2009년 10월 20일). “Top 25 Anime Characters of All Time”. IGN. 2021년 12월 24일에 확인함.
109. ↑  “New York Comic-Con 2017: Q&A with Fairy Tail Creator Hiro Mashima”. Anime News Network. 2017년 10월 6일. 2017년 10월 8일에 확인함.
110. ↑  《Nintendo Power 250th issue!》. 사우스샌프란시스코: Future US. 2010. 40, 41쪽.
111. ↑  West, Tracey; Noll, Katherine (2007). 《Pokémon Top 10 Handbook》. 20, 78쪽. ISBN 9780545001618. 2011년 4월 30일에 확인함.
112. ↑  Marchiafava, Jeff (2011년 2월 16일). “Guinness Names Top 50 Video Game Characters Of All Time”. 《Game Informer》. 2012년 2월 1일에 원본 문서에서 보존된 문서. 2018년 2월 2일에 확인함.
113. ↑  Zwiezen, Zach (2021년 2월 27일). “Pikachu Gets More Powerful The More It Sleeps”. 《Kotaku》. 2021년 7월 13일에 확인함.
114. ↑  Slackie, Kevin (2017년 2월 27일). “The 100 Best Pokémon”. 《Paste Magazine》.
115. ↑  Bashir, Dale (2021년 3월 4일). “The 25 Most Important Pokemon That Impacted the Franchise's History”. 《IGN》. 2021년 7월 13일에 확인함.
116. ↑  James, Ford; West, Josh (2019년 9월 5일). “"People come up to me and say that's still their favourite Pokemon card": Mitsuhiro Arita reflects on 20 years of Pokemon's strangest and most iconic designs”. 《GamesRadar+》. 2021년 9월 24일에 확인함.
117. ↑  Rouse, Lauren (2021년 6월 24일). “7 Animal Companions That Are The Real MVPs Of Video Games”. 《Kotaku》. 2021년 7월 11일에 원본 문서에서 보존된 문서. 2021년 7월 13일에 확인함.
118. ↑  Bogos, Steven (2016년 2월 25일). “Top 100 Pokemon – From 40 to 26”. 《The Escapist》. 2021년 7월 13일에 확인함.
119. ↑  Lisa Eadicicco; Alex Fitzpatrick; Matt Peckham (2017년 6월 30일). “The 15 Most Influential Video Game Characters of All Time”. 《Time Magazine》. 2021년 5월 25일에 확인함.
120. ↑  Herranz, Sonia (2021년 1월 3일). “Los 30 mejores héroes de los últimos 30 años”. 《Hobby Consolas》 (스페인어). 2021년 9월 24일에 확인함.
121. ↑  Morgan, Chris (2021년 10월 6일). “The most memorable characters from old school Nintendo games”. 《Yardbarker》.
122. ↑  Weber, Rachel (2021년 11월 8일). “50 iconic video game characters”. 《gamesradar》.
123. ↑  Murphy, Ryan. “Top 10: Irritating '90s Cartoon Characters”. AskMen. 2022년 8월 18일에 원본 문서에서 보존된 문서. 2012년 7월 7일에 확인함.
124. ↑  “Pikachu – #48 Top Pokémon – IGN”. IGN. 2012년 7월 24일에 원본 문서에서 보존된 문서. 2012년 6월 26일에 확인함.
125. ↑  Hernandez, Patricia (2017년 11월 29일). “Fuck Pikachu”. 《Kotaku》. 2021년 6월 12일에 확인함.

## 참고 문헌
- Loe, Casey, ed. Pokémon Special Pikachu Edition Official Perfect Guide. Sunnydale, California: Empire 21 Publishing, 1999.
- Barbo, Maria. The Official Pokémon Handbook. Scholastic Publishing, 1999. ISBN 0-439-15404-9.
- Mylonas, Eric. Pokémon Pokédex Collector's Edition: Prima's Official Pokémon Guide. Prima Games, September 21, 2004. ISBN 0-7615-4761-4
- Nintendo Power. Official Nintendo Pokémon FireRed Version & Pokémon LeafGreen Version Player's Guide. Nintendo of America Inc., August 2004. ISBN 1-930206-50-X
- Nintendo Power. Official Nintendo Pokémon Emerald Player's Guide. Nintendo of America Inc., April 2005. ISBN 1-930206-58-5
- Tobin, Joseph Jay, 편집. (2004). 《Pikachu's Global Adventure: The Rise and Fall of Pokémon》. Duke University Press. ISBN 978-0-8223-3287-9.